# Mistrzostwa Ameryki U-18 w Piłce Ręcznej Kobiet 2006
Mistrzostwa Ameryki U-18 w Piłce Ręcznej Kobiet 2006 – piąte mistrzostwa Ameryki U-18 w piłce ręcznej kobiet, oficjalny międzynarodowy turniej piłki ręcznej o randze mistrzostw kontynentu organizowany przez PATHF mający na celu wyłonienie najlepszej złożonej z zawodniczek do lat osiemnastu żeńskiej reprezentacji narodowej w Ameryce. Odbył się w dniach 29 sierpnia – 2 września 2006 roku w Blumenau. Tytułu zdobytego w 2005 roku broniła reprezentacja Brazylii.
Czempionat rozegrano wraz z panamerykańskimi zawodami męskimi U-19 oraz mistrzostwami kadetów obojga płci. Rozegrano je w hali Centro Esportivo Bernardo Werner w brazylijskim Blumenau i wzięło w nich udział sześć zespołów.
Zawody zostały rozegrane systemem kołowym, a we wszystkich swoich meczach triumfowały gospodynie zdobywając tym samym piąty tytuł mistrzowski.

## Mecze
| 29 sierpnia 200615:00 | Argentyna U-18 | 27:11(10:3) | Chile U-18 | Centro Esportivo Bernardo Werner, Blumenau |
| 29 sierpnia 200615:00 |                | 27:11(10:3) |            | Centro Esportivo Bernardo Werner, Blumenau |

| 29 sierpnia 200616:45 | Urugwaj U-18 | 27:12(13:7) | Meksyk U-18 | Centro Esportivo Bernardo Werner, Blumenau |
| 29 sierpnia 200616:45 |              | 27:12(13:7) |             | Centro Esportivo Bernardo Werner, Blumenau |

| 29 sierpnia 200618:30 | Brazylia U-18 | 35:13(13:8) | Paragwaj U-18 | Centro Esportivo Bernardo Werner, Blumenau |
| 29 sierpnia 200618:30 |               | 35:13(13:8) |               | Centro Esportivo Bernardo Werner, Blumenau |

| 30 sierpnia 200615:00 | Paragwaj U-18 | 29:19(15:11) | Meksyk U-18 | Centro Esportivo Bernardo Werner, Blumenau |
| 30 sierpnia 200615:00 |               | 29:19(15:11) |             | Centro Esportivo Bernardo Werner, Blumenau |

| 30 sierpnia 200616:45 | Argentyna U-18 | 20:19(11:4) | Urugwaj U-18 | Centro Esportivo Bernardo Werner, Blumenau |
| 30 sierpnia 200616:45 |                | 20:19(11:4) |              | Centro Esportivo Bernardo Werner, Blumenau |

| 30 sierpnia 200618:00 | Brazylia U-18 | 42:15(24:9) | Chile U-18 | Centro Esportivo Bernardo Werner, Blumenau |
| 30 sierpnia 200618:00 |               | 42:15(24:9) |            | Centro Esportivo Bernardo Werner, Blumenau |

| 31 sierpnia 200615:00 | Urugwaj U-18 | 27:18(15:10) | Chile U-18 | Centro Esportivo Bernardo Werner, Blumenau |
| 31 sierpnia 200615:00 |              | 27:18(15:10) |            | Centro Esportivo Bernardo Werner, Blumenau |

| 31 sierpnia 200616:30 | Argentyna U-18 | 32:11(15:2) | Paragwaj U-18 | Centro Esportivo Bernardo Werner, Blumenau |
| 31 sierpnia 200616:30 |                | 32:11(15:2) |               | Centro Esportivo Bernardo Werner, Blumenau |

| 31 sierpnia 200618:00 | Brazylia U-18 | 44:9(17:3) | Meksyk U-18 | Centro Esportivo Bernardo Werner, Blumenau |
| 31 sierpnia 200618:00 |               | 44:9(17:3) |             | Centro Esportivo Bernardo Werner, Blumenau |

| 1 września 200615:00 | Paragwaj U-18 | 19:17(11:5) | Chile U-18 | Centro Esportivo Bernardo Werner, Blumenau |
| 1 września 200615:00 |               | 19:17(11:5) |            | Centro Esportivo Bernardo Werner, Blumenau |

| 1 września 200615:15 | Brazylia U-18 | 23:22(11:10) | Urugwaj U-18 | Centro Esportivo Bernardo Werner, Blumenau |
| 1 września 200615:15 |               | 23:22(11:10) |              | Centro Esportivo Bernardo Werner, Blumenau |

| 1 września 200618:00 | Argentyna U-18 | 30:17(13:7) | Meksyk U-18 | Centro Esportivo Bernardo Werner, Blumenau |
| 1 września 200618:00 |                | 30:17(13:7) |             | Centro Esportivo Bernardo Werner, Blumenau |

| 2 września 200613:30 | Chile U-18 | 30:22(13:11) | Meksyk U-18 | Centro Esportivo Bernardo Werner, Blumenau |
| 2 września 200613:30 |            | 30:22(13:11) |             | Centro Esportivo Bernardo Werner, Blumenau |

| 2 września 200617:00 | Brazylia U-18 | 34:21(15:12) | Argentyna U-18 | Centro Esportivo Bernardo Werner, Blumenau |
| 2 września 200617:00 |               | 34:21(15:12) |                | Centro Esportivo Bernardo Werner, Blumenau |

| 2 września 200618:30 | Urugwaj U-18 | 22:14(12:9) | Paragwaj U-18 | Centro Esportivo Bernardo Werner, Blumenau |
| 2 września 200618:30 |              | 22:14(12:9) |               | Centro Esportivo Bernardo Werner, Blumenau |